# Christoph Bernhard
Christoph Bernhard (ur. 1 stycznia 1628 w Kołobrzegu, zm. 14 listopada 1692 w Dreźnie) – niemiecki kompozytor, teoretyk muzyki, śpiewak (tenor) i kapelmistrz .
Wykształcenie muzyczne uzyskał w Gdańsku; wśród jego pierwszych gdańskich nauczycieli są wymieniani Paul Siefert i Christoph Werner. W 1648 został przyjęty do kapeli dworskiej w Dreźnie (Dresdner Hofkapelle) jako śpiewak . W Dreźnie poznał największego kompozytora ówczesnych Niemiec, Heinricha Schütza, który wywarł na twórczość Bernharda wielki wpływ. Około 1650 udał się na roczny wyjazd do Włoch, gdzie m.in. nawiązał znajomość z Giacomo Carissimim, kapelmistrzem rzymskiego Collegium Germanicum. Po powrocie do Drezna został wybrany w 1655 wicekapelmistrzem i piastował to stanowisko do 1664. W 1656 Bernhard wyruszył w następną podróż do Italii, tym razem na 9 miesięcy.
W 1664 Bernhard przejął stanowisko dyrektora muzycznego i kantora przy Szkole św. Jana (Johannisschule) w Hamburgu . W 1674 powrócił do Drezna, gdzie znów objął urząd wicekapelmistrza; pracował także jako wychowawca i nauczyciel muzyki księcia na drezdeńskim dworze. 1680 został mianowany głównym kapelmistrzem kapeli dworskiej.
Twórczość kompozytorska Christpha Bernharda należy stylistycznie do szkoły Heinricha Schütza. Podobnie jak jego mistrz, tworzył głównie muzykę kościelną (zwłaszcza motety). Był też autorem traktatów o teorii muzyki i sztuce śpiewu.
Dziewięciogłosowy motet żałobny Gott sei mir gnädig Bernharda, napisany przez kompozytora na pogrzeb cenionego poety Johanna Rista zachował się w zbiorach Biblioteki Kościół św. Elżbiety we Wrocławiu (wyd. płytowe CD w wykonaniu Concerto palatino pod dyr. Jana Tomasza Adamusa na płycie Harmonologia – Muzyka w dawnym Wrocławiu, DUX 0485).